# Tais (Tarn)
Tais (en francès Taïx) és un municipi francès, de la regió d'Occitània i del departament del Tarn.

## Demografia i Administració
| 1962                                       | 1968 | 1975 | 1982 | 1990 | 1999 | 2006 |
| ------------------------------------------ | ---- | ---- | ---- | ---- | ---- | ---- |
| 299                                        | 325  | 269  | 272  | 285  | 306  | 323  |
| Des de 1962: població sense dobles comptes |      |      |      |      |      |      |

| Període | Identitat    | Partit |
| ------- | ------------ | ------ |
| 2001-   | Didier Somen | PS     |